# 16 ذو الحجة
- السبت
- الأحد
- الاثنين
- الثلاثاء
- الأربعاء
- الخميس
- الجمعة

- 2624 مايو 2025
- 2725 مايو 2025
- 2826 مايو 2025
- 2927 مايو 2025
- 128 مايو 2025
- 229 مايو 2025
- 330 مايو 2025
- 431 مايو 2025
- 51 يونيو 2025
- 62 يونيو 2025
- 73 يونيو 2025
- 84 يونيو 2025
- 95 يونيو 2025
- 106 يونيو 2025
- 117 يونيو 2025
- 128 يونيو 2025
- 139 يونيو 2025
- 1410 يونيو 2025
- 1511 يونيو 2025
- 1612 يونيو 2025
- 1713 يونيو 2025
- 1814 يونيو 2025
- 1915 يونيو 2025
- 2016 يونيو 2025
- 2117 يونيو 2025
- 2218 يونيو 2025
- 2319 يونيو 2025
- 2420 يونيو 2025
- 2521 يونيو 2025
- 2622 يونيو 2025
- 2723 يونيو 2025
- 2824 يونيو 2025
- 2925 يونيو 2025
- 126 يونيو 2025
- 227 يونيو 2025

16 ذو الحجَّة أو 16 ذو الحجَّة الحرام أو يوم 16 \ 12 (اليوم السادس عشر من الشهر الثاني عشر) هو اليوم الحادي والأربعون بعد الثلاثمائة (341) من أيَّام السنة (أو الثاني والأربعون بعد الثلاثمائة لو كان شهر رمضان مُتممًا لليوم الثلاثين أو الثالث والأربعون بعد الثلاثمائة لو أتم كلًا من صفر وربيع الآخر وجمادى الآخرة وشعبان ورمضان ثلاثين يومًا) وفق التقويم الهجري القمري (العربي). يبقى بعده 13 أو 14 يومًا لانتهاء السنة.

## أحداث
- 456 هـ - مقتل الوزير عميد الملك أبو نصر محمد بن منصور الكندري، وزير السلطان طُغرل بك السلجوقي ومن ثم ابن أخيه ألب أرسلان، بأمر من الأخير لأسباب عديدة.
- 1280 هـ - ترحيل أكثر من مليونَين من الشركس من ديارهم قسراً من قبل روسيا القيصرية إلى الدولة العثمانية وتوطينهم في كل من الأناضول وإسطنبول والعراق والشام.
- 1337 هـ - عقد اتفاق بين فرنسا وإيطاليا، تم بمقتضاه التنازل لإيطاليا عن عدد من الواحات المهمة في الجنوب الشرقي لتونس، وأصبح وضع الإيطاليين معادلًا لوضع الفرنسيين في تونس.
- 1352 هـ - تأسيس الحزب الشيوعي العراقي.
- 1353 هـ - الشاه رضا بهلوي يصدر قرارًا يقضي بتحويل اسم «دولة فارس» إلى إيران.
- 1369 هـ - انضمام إندونيسيا للأمم المتحدة.
- 1372 هـ - اندلاع ثورة في مراكش ضد الفرنسيين.
- 1387 هـ - جمهورية اليمن الديمقراطية الشعبية تشهد تمرد سياسي بعد أقل من عام على استقلالها.
- 1403 هـ - مقتل 111 شخص في تحطم طائرة تابعة لشركة طيران الخليج في أبوظبي.
- 1422 هـ - أكثر من 55 شخصًا يلقون حتفهم في ما يعرف بمجزرة مجتمع جلبيرج في أحمد آباد نتيجة إحراق الهندوس لمنازل المسلمين وذلك في استمرار لمسلسل الاضطرابات الدينية في الهند.
- 1426 هـ - مجلس الوزراء الكويتي ينادي ولي العهد الشيخ سعد العبد الله السالم الصباح أميرًا لدولة الكويت بعد وفاة الأمير الشيخ جابر الأحمد الصباح.
- 1427 هـ - حزب الله يأسر جنديين إسرائيليين مما أدى إلى قيام إسرائيل بشن حرب على لبنان استمرت لمدة 33 يوم.
- 1429 هـ - الرئيس الأمريكي جورج بوش الابن يزور العراق ويوقع فيه مع رئيس الوزراء العراقي نوري المالكي الاتفاقية الأمنية العراقية الأمريكية، وقد تعرض الرئيس الأمريكي أثناء مؤتمر صحفي مع رئيس الوزراء العراقي إلى قذفه بفردتي حذاء من قبل مراسل قناة البغدادية منتظر الزيدي.
- 1430 هـ - وقوع تفجير انتحاري في مدينة مقديشو عاصمة الصومال يودي بحياة 22 شخصًا بينهم ثلاثة وزراء من أعضاء الحكومة الاتحادية الانتقالية.
- 1431 هـ -
  - الكنيست يقر مشروع قانون يلزم الحكومات الإسرائيلية بأن تطرح للاستفتاء الشعبي أي انسحاب تريد الإقدام عليه كجزء من اتفاق سلام من القدس الشرقية وهضبة الجولان المحتلين، والسلطة الوطنية الفلسطينية تعتبر هذا القانون بمثابة استهزاء بالقانون الدولي.
  - الرئيس اليمني علي عبد الله صالح يفتتح الدورة العشرون لبطولة كأس الخليج لكرة القدم المقامة في مدينة عدن والتي تستضيفها اليمن للمرة الأولى.
- 1436 هـ - حركةُ طالبان تُسيطر على مدينة قندوز عاصمة ولاية قندوز في شمال أفغانستان.
- 1442 هـ -
  - اليونيسكو تصنف منطقة حمى الثقافية في جنوب السعودية ضمن مواقع التراث العالمي.
  - أزمة سياسية في تونس بعد قرار الرئيس قيس سعيد تجميد عمل البرلمان وإقالة رئيس الوزراء هشام المشيشي، بينما رفضت حركة النهضة القرار.
- 1443 هـ - انعقاد قمة جدة للأمن والتنمية في مدينة جدة في المملكة العربية السعودية، بحضور الرئيس الأمريكي جو بايدن وقادة دول مجلس التعاون الخليجي، بالإضافة إلى قادة مصر والعراق والأردن.

## مواليد
- 1251 هـ - جبرائيل الدلال، شاعر وصحفي سوري.
- 1298 هـ - علي ماهر باشا، سياسي مصري.
- 1349 هـ - صلاح عبد الصبور، شاعر مصري.
- 1363 هـ - الطاهر بن جلون، كاتب مغربي فرنسي.
- 1374 هـ - حسام الدين عفانة، فقيه ومفتي وكاتب فلسطيني، وأستاذ فقه والأصول.
- 1379 هـ - محمد المنصور، ممثل سعودي.
- 1386 هـ - باسكال مشعلاني، مغنية لبنانية.
- 1396 هـ - بسمة، ممثلة مصرية.

## وفيات
- 1089 هـ - ابن العماد الحنبلي، مؤرخ وفقيه دمشقي.
- 1378 هـ - خضر لطفي، شاعر عراقي.
- 1427 هـ - سعاد نصر، ممثلة مصرية.
- 1430 هـ - جاسم الصالح، ممثل كويتي.
- 1431 هـ - مصطفى السلاب، سياسي ورجل أعمال مصري.
- 1433 هـ - عبد الرزاق الحمامي، مخرج تونسي.
- 1436 هـ - نواف بن عبد العزيز آل سعود، مستشار خادم الحرمين الشريفين.

## وصلات خارجية
- موقع قصة الإسلام: حدث في شهر ذو الحجَّة.